# DVV Go-Ahead
DVV Go-Ahead je amatérský fotbalový klub z nizozemského města Deventer. Klub byl založen 2. prosince 1902. Hraje v červeno-žlutých, příčně pruhovaných dresech. V minulosti v klubu působil i československý reprezentant Josef Jelínek. Ze známých nizozemských hráčů dres Deventeru oblékali Gerrit Hulsman, Jan de Kreek, Leo Halle, Jan Halle či Wim Roetert. Klub v současnosti hraje nizozemskou amatérskou ligu, tzv. Zesde klasse.